# Asphinctopone lucida
Asphinctopone lucida är en myrart som beskrevs av Weber 1949. Asphinctopone lucida ingår i släktet Asphinctopone och familjen myror. Inga underarter finns listade.